# إيسامولتان
إيسامولتان وهو دواء استعمل في الأحاث العلمية، حيث إن ضاد لمستقبلات بيتا و5-HT1A و5-HT1B. للدواء فاعلية مقدارها خمس مرات على المستقبل 5-HT1B (21 نانومول/لتر) أكثر من المستقبل 5-HT1A (112 نانومول/لتر). كما أنه له تأثيرا مضاد للقلق في القوارض.